# Gilberto Martinho
Gilberto Martinho de Freitas (Araranguá, 14 de janeiro de 1927 - Rio de Janeiro, 19 de agosto de 2001) foi um ator brasileiro.

## Biografia
Nascido em Araranguá, litoral de Santa Catarina, Gilberto Martinho, ainda jovem, se muda para o Rio de Janeiro a fim de apostar no seu talento, onde inicia os estudos de arte dramática no Teatro do Estudante.
Em 1950, participou da inauguração da televisão no Brasil ao estrear na TV Tupi fazendo pequenos teleteatros. A convite de Henriette Morineau, integra o grupo Os Artistas Unidos. Em 1951 tem sua primeira oportunidade no cinema com o filme Maria da Praia, sendo apontado como a revelação do ano, ganhando o prêmio da Associação Brasileira de Críticos de Cinema (ABCC). Também ganhou o Prêmio Saci, criado em 1951. Por isso, passa a ser bastante requisitado para outros trabalhos no cinema, chegando a fazer muitos filmes como Rua Sem Sol (1954), O Rei do Movimento (1954), Mãos Sangrentas (1955), O Diamante (1956), Fuzileiro do Amor (1956), dentre outros, de relativo sucesso.
Na televisão, se destacou pela primeira vez ao interpretar Falcão Negro na série infantil homônima que ficou sete anos no ar na TV Tupi do Rio de Janeiro, super-herói brasileiro de muito sucesso na década de 1950. Ainda na Tupi, fez sua primeira telenovela: Alma Cigana em 1964.
Sua estreia na Rede Globo se deu com a novela Anastácia, a Mulher sem Destino, em 1967. Em 1970, ganhou notoriedade nacional ao interpretar o Coronel Pedro Barros na novela Irmãos Coragem de Janete Clair. Durante cerca de dez anos, fez quase todas as novelas da emissora, dentre elas algumas de grande sucesso como Selva de Pedra (1972), Gabriela (1975), Pecado Capital (1975), Escrava Isaura (1976) e Locomotivas (1977). Foi o mais autêntico “coronelaço” nos papéis centrais das novelas e dos palcos brasileiros.
Sobre sua carreira no teatro, atuou em várias produções, inclusive nas companhias de Bibi Ferreira, Marlene/Luís Delfino e de Graça Mello.
Sua última novela foi Roda de Fogo, em 1986, na TV Globo. Posteriormente participou ainda de alguns episódios do programa Você Decide.
Gilberto Martinho era casado, tinha três filhos e faleceu de um câncer pulmonar em 19 de agosto de 2001. O ator estava internado no hospital Copa D'Or desde 31 de julho daquele ano e, por duas semanas, vinha sofrendo com as complicações causadas pelo enfisema. O corpo foi enterrado em Barra de São João, na Região dos Lagos do Rio de Janeiro.

## Filmografia

### Na televisão
| Ano       | Título                          | Personagem                         | Notas                             |
| --------- | ------------------------------- | ---------------------------------- | --------------------------------- |
| 1952      | Grande Teatro Tupi              | Vários Personagens                 |                                   |
| 1957-1963 | O Falcão Negro                  | Falcão Negro                       |                                   |
| 1964      | Alma Cigana                     | Barrabás                           |                                   |
| 1967      | Anastácia, a Mulher sem Destino | Garan                              |                                   |
| 1967      | Sangue e Areia                  | Ben                                |                                   |
| 1968      | A Grande Mentira                | Jorge Antônio Albuquerque Medeiros |                                   |
| 1969      | Rosa Rebelde                    | Tony Navarro                       |                                   |
| 1969      | Véu de Noiva                    | Felício                            |                                   |
| 1970      | Irmãos Coragem                  | Coronel Pedro Barros               |                                   |
| 1971      | O Homem que Deve Morrer         | Mestre Jonas                       |                                   |
| 1972      | Selva de Pedra                  | Aristides Vilhena                  |                                   |
| 1973      | Uma Rosa com Amor               | Carlos de Vasconcelos              |                                   |
| 1973      | Caso Especial                   | Pai da noiva                       | Episódio: "Medéia"                |
| 1973      | Carinhoso                       | Felipe                             |                                   |
| 1974      | Caso Especial                   | Delegado João                      | Episódio: "O Crime do Zé Bigorna" |
| 1974      | Fogo Sobre Terra                | José Martins                       |                                   |
| 1975      | Gabriela                        | Coronel Melk Tavares               |                                   |
| 1975      | Pecado Capital                  | Raimundo                           |                                   |
| 1976      | Escrava Isaura                  | Comendador Almeida                 |                                   |
| 1977      | Locomotivas                     | Gervásio Lambrini                  |                                   |
| 1977      | Sinhazinha Flô                  | Pêpe, o Cigano                     |                                   |
| 1978      | Maria, Maria                    | Antônio Roxo                       |                                   |
| 1979      | Memórias de Amor                | Mauro Pompeia                      |                                   |
| 1979      | Cabocla                         | Coronel Justino Caldas             |                                   |
| 1980      | Chega Mais                      | Seu Gilberto Barata                |                                   |
| 1981      | Baila Comigo                    | Antenor Gomide                     |                                   |
| 1982      | O Homem Proibido                | Jocemar                            |                                   |
| 1983      | Voltei pra Você                 | Januário                           |                                   |
| 1983      | Louco Amor                      | Dr. Silvio Acácio                  |                                   |
| 1984      | Vereda Tropical                 | Seu Barbosa                        |                                   |
| 1985      | O Tempo e o Vento               | Coronel Ricardo Amaral             |                                   |
| 1986      | Roda de Fogo                    | Gilson Góes                        |                                   |
| 1988      | O Pagador de Promessas          | Dr. Abelardo Calmon de Lima        | [ 13 ]                            |
| 1989      | O Salvador da Pátria            | Fernando Gaspar                    |                                   |
| 1990      | Rainha da Sucata                | Geraldo Gomes                      |                                   |
| 1994      | Você Decide                     | —                                  | Episódio: "Carga Pesada"          |
| 1995      | Você Decide                     | —                                  | Episódio: "A Greve"               |
| 1996      | Você Decide                     | —                                  | Episódio: "Francisco"             |

### No cinema
| Ano  | Título                     | Personagem   |
| ---- | -------------------------- | ------------ |
| 1951 | Maria da Praia             | —            |
| 1954 | Rua sem Sol                | Ruiz         |
| 1954 | O Rei do Movimento         | Capanga      |
| 1954 | Conchita und der Ingenieur | —            |
| 1955 | Mãos Sangrentas            | Cachorro     |
| 1955 | O Feijão é Nosso!          | —            |
| 1956 | O Grande Pintor            | —            |
| 1956 | Colégio de Brotos          | —            |
| 1956 | Fuzileiro do Amor          | Oficial      |
| 1956 | O Negócio foi Assim        | —            |
| 1957 | O Diamante                 | —            |
| 1957 | O Contrabando              | —            |
| 1958 | Tudo é Música              | —            |
| 1967 | Adorável Trapalhão         | Ricardo      |
| 1976 | O Pistoleiro               | Dr. Laureano |